# Памятник Стефану Великому (Бельцы)
Памятник молдавскому господарю Стефану III Великому (рум. Statuia lui Ștefan cel Mare din Bălți) — бронзовый монумент на Площади Независимости напротив здания примарии (мэрии) города Бельцы, Молдавия. Рядом находится муниципальный парк.

## История
Памятник сооружён в честь молдавского господаря Стефана III Великого, оставшегося в истории как Штефан чел Маре и правившего Молдовой 47 лет — с 1457 по 1504 годы. На протяжении всего этого срока он боролся за независимость Молдавского княжества, для чего проводил политику укрепления центральной власти, подавлял боярскую оппозицию. Успешно противостоял более сильным соперникам — Османской империи, Польше, Венгрии. Благодаря талантам Штефана Великого как полководца, дипломата и политика, Молдавское княжество смогло не только сохранять независимость, но и стало значительной политической силой в Восточной Европе.
Авторы монумента скульптор Георге Постовану и архитектор Василий Еремчук. Памятник торжественно открыт 22 мая 2004 году. Включен в Национальный перечень памятников, возведённых в общественных местах Республики Молдова.

## Описание
Бронзовая статуя Стефана III Великого установлена на постаменте из гранита, добытого возле с. Косоуцы. На голове — корона западного образца. В левой руке господаря держава — символ власти монарха — шар, увенчанный крестом. Правая простёрта в жесте, указывающим на землю Молдавии.